# 腺毛粉枝莓
腺毛粉枝莓（学名：Rubus biflorus var. adenophorus）为蔷薇科悬钩子属下的一个变种。

## 扩展阅读
- 維基物種上的相關：腺毛粉枝莓